# Het Bildt
Het Bildt (It Bilt en frisó) és un municipi de la província de Frísia, al nord dels Països Baixos. L'1 de gener de 2009 tenia 10.927 habitants repartits per una superfície de 116,51 km² (dels quals 24,22 km² corresponen a aigua). Limita al nord amb el mar, a l'est amb Ferwerderadiel i al sud amb Franekeradeel, Menaldumadeel, Ljouwert i Leeuwarderadeel.

## Centres de població
Font: CBS

## Administració
El consistori actual, després de les eleccions municipals de 2007, és dirigit per Aucke van der Werff. El consistori consta de 15 membres, compost per:
- Partit del Treball, (PvdA) 5 escons
- Crida Demòcrata Cristiana, (CDA) 4 escons
- Grup de Treball Het Bildt, 2 escons
- Partit Popular per la Llibertat i la Democràcia, (VVD) 2 escó

## Galeria d'imatges

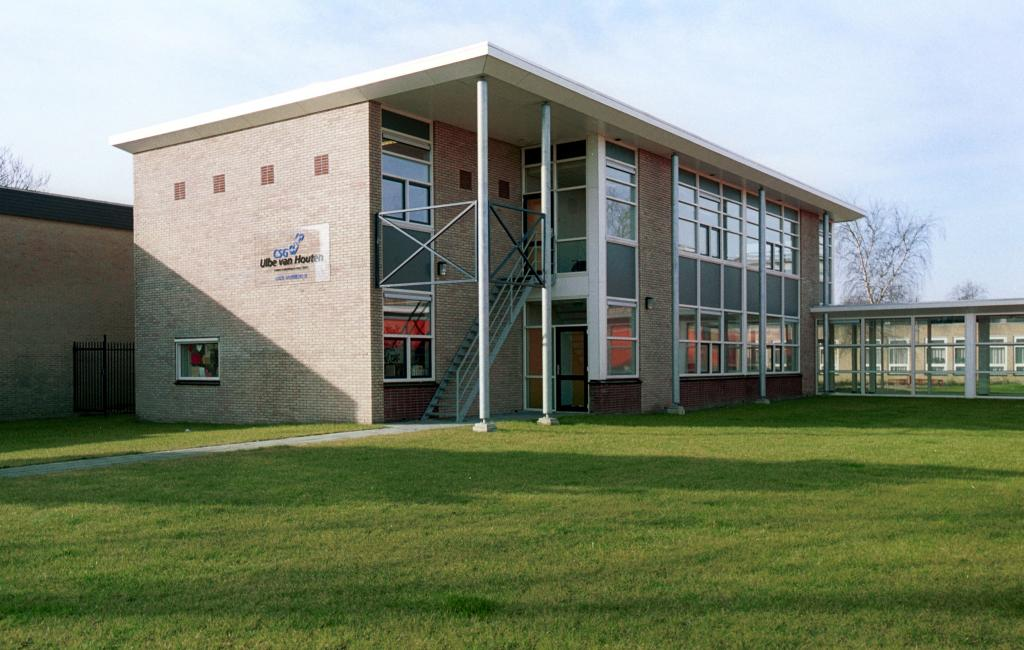
Escola Ulbe van Houten
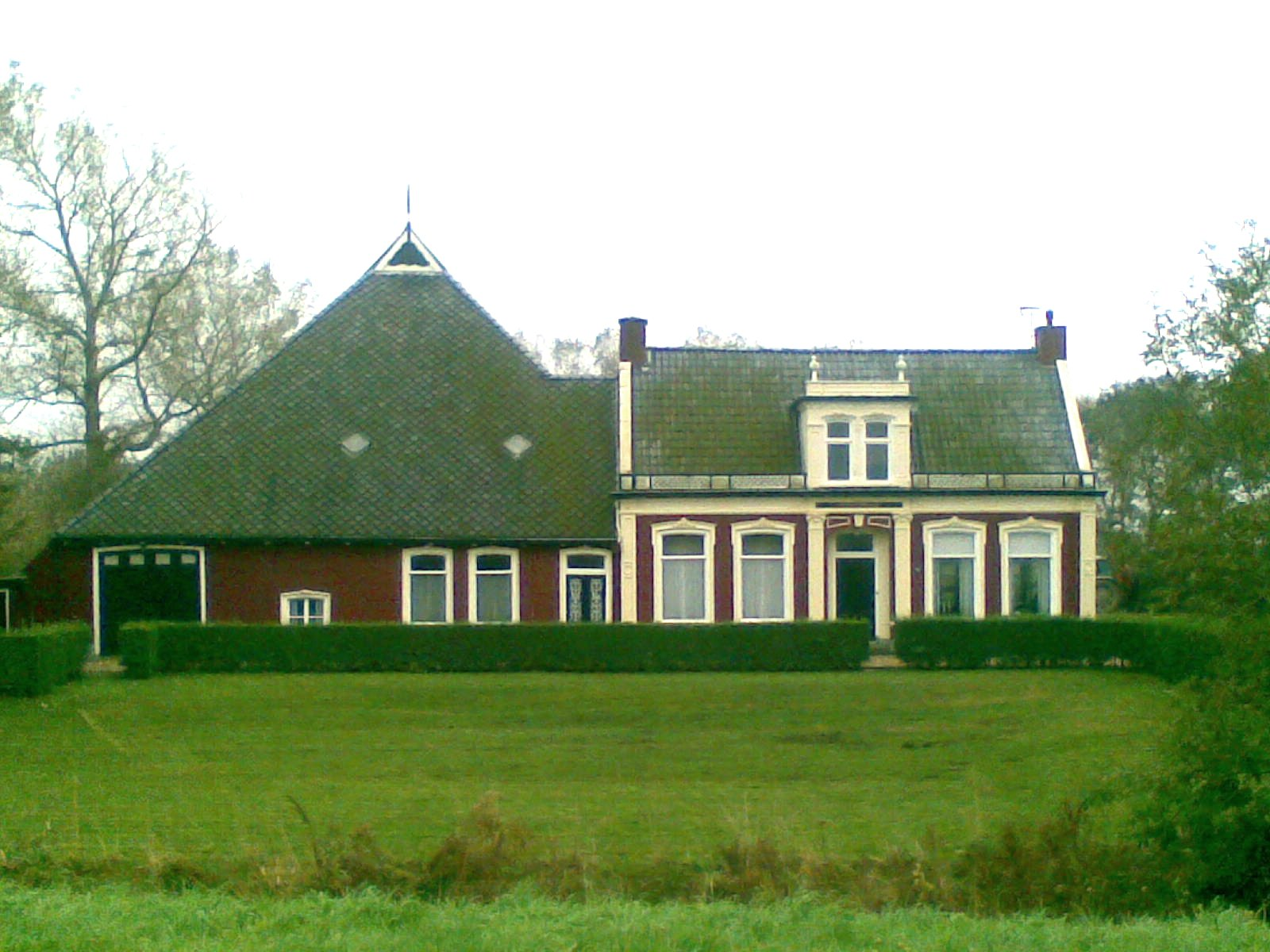
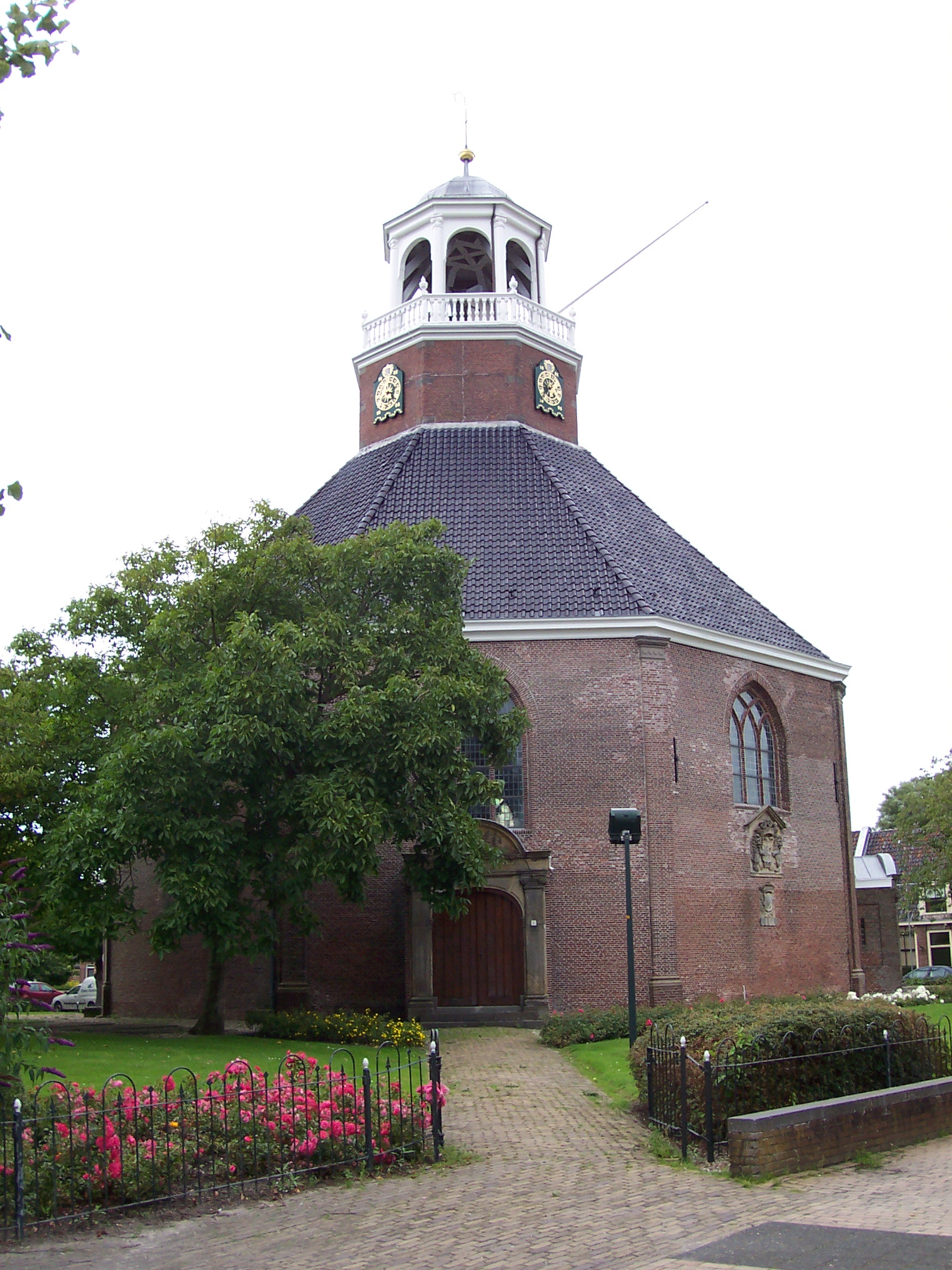
Església de Sint Annaparochie
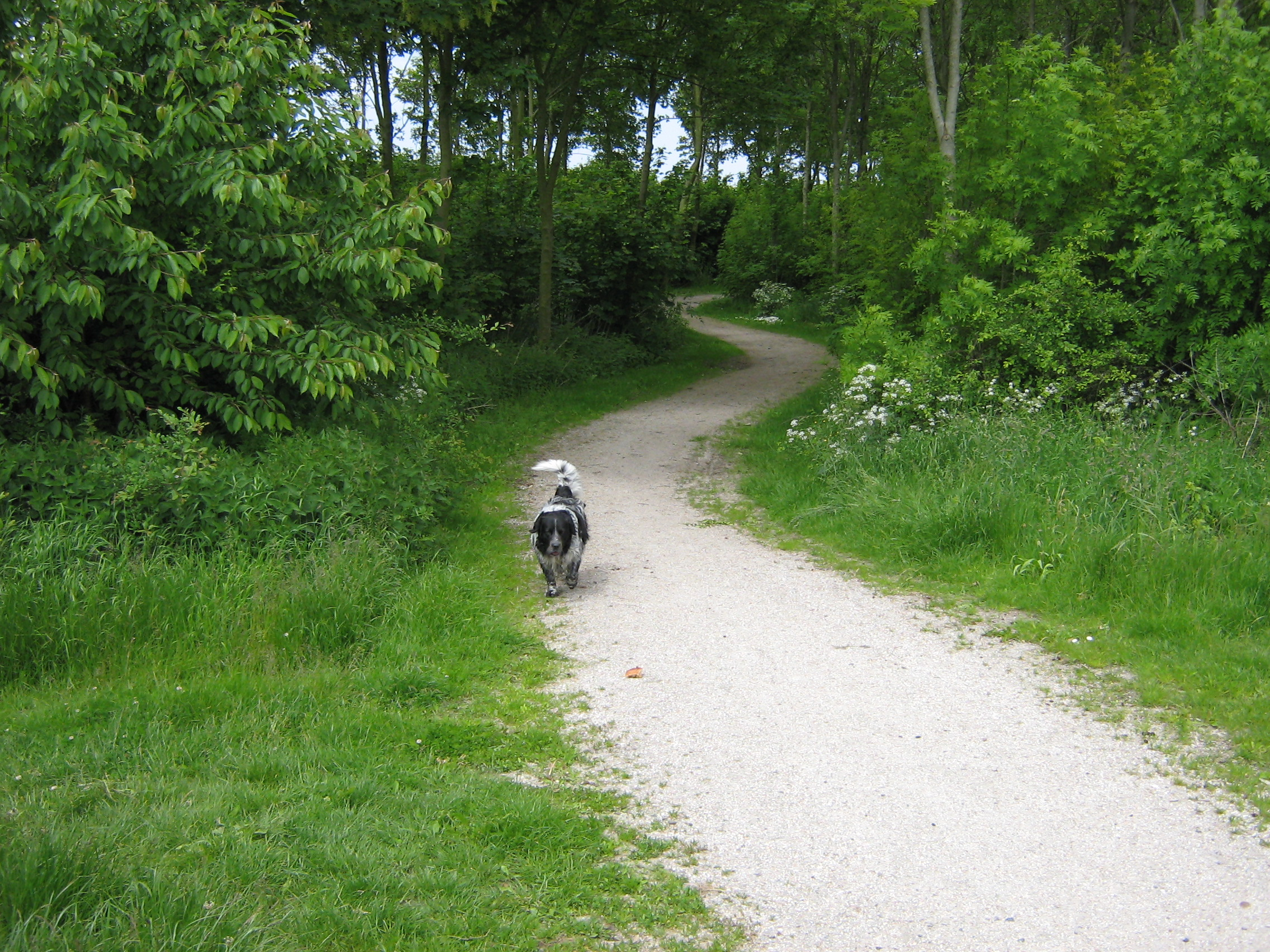
Parc de Sint Jacobiparochie